# Fabio Lohei
Fabio Lohei (Niederkorn, 12 de abril de 2005) es un futbolista luxemburgués que juega en la demarcación de lateral izquierdo para el Eintracht Tréveris de la CRegionalliga Südwest.

## Selección nacional
Tras jugar en las categorías inferiores de la selección, finalmente hizo su debut con la selección de fútbol de Luxemburgo el 17 de noviembre de 2022 en un encuentro amistoso contra Hungría que finalizó con un resultado de empate a dos tras los goles de Gerson Rodrigues y de Alessio Curci para Luxemburgo, y de Attila Szalai y András Németh para Hungría.

## Clubes
| Club               | País     | Año   | Partidos | Goles |
| ------------------ | -------- | ----- | -------- | ----- |
| F. C. Metz II      | Francia  | 2022- | 58       | 1     |
| Eintracht Tréveris | Alemania | 2025- |          |       |